# Borerig
En borerig er en maskine, der skaber huller i jorden. Borerigge kan være store massive konstruktioner med udstyr til at bore efter vand, olie eller naturgas.

## Varianter
Der findes 4 slags borerigge. Den billigste er en landrig, som er en rig man flytter fra sted til sted ved at skille den ad.
De 3 andre typer har alle én ting tilfælles, nemlig vand. Den første, som bruges på lavt vand f.eks. i sumpområder ved Venezuela, er en drilling barge. Den er bygget til at gå ind på lavt vand for at bore huller i undergrunden.
Den mest udbredte borerig er en jack-up, som kan bore på havet i vanddybder på op til 106 meter. Disse jack-ups bliver holdt fast i undergrunden ved hjælp af tre ben som kan køres ud. Når benene når havbunden, begynder man at man at løfte riggen ud af vandet. Udtrykket jack-up stammer fra det engelske ord for at løfte, jacking up.
Den sidste borerig er en semi-submersible, som er en rig, der flyder på vandet ligesom et skib. Den har ingen ben at stå fast på; i stedet bruger man trusther og store ankre. Disse rigge kan arbejde på vand på op til 3000 meters dybde.